# 帕特里克·奥斯汀
帕特里克·奥斯汀（英語：Patrick Austen，1933年3月18日—），英国前男子曲棍球运动员。他曾代表英国国家队参加1960年夏季奥林匹克运动会曲棍球比赛，结果队伍获得第四名。